# ستيفان لوندبيرغ
ستيفان لوندبيرغ (بالإنجليزية: Stefan Lundberg)‏ (12 أبريل 1989 بلور بوريل في الولايات المتحدة - ) هو لاعب كرة قدم أمريكي في مركز الوسط. لعب مع بيتسبورغ ريفرهوندز.

## وصلات خارجية
- ستيفان لوندبيرغ على موقع قاعدة بيانات كرة القدم.إي يو (الإنجليزية)